# Carl August Wilhelm Lohmeyer
Carl August Wilhelm Lohmeyer (* 20. September 1824 in Ahrensburg; † 22. März 1883 in St. Georgsberg, heute Ortsteil von Ratzeburg) war ein deutscher Architekt und Baubeamter.

## Leben
Lohmeyer war ein Sohn des Apothekers Johann Hermann Wilhelm Ludwig Lohmeyer (1789–1854), der in Ahrensburg und später in Bad Oldesloe tätig war. Der Chirurg Ferdinand Lohmeyer war ein Cousin.
1846 beendete er seine Studien an der Berliner Bauakademie. Nach einer Studienreise wurde er 1848 Inspektor der Oldesloer Saline. 1853 bestellte ihn die dänische Regierung zum Landbauinspektor für das Herzogtum Lauenburg mit Sitz in Ratzeburg. Lohmeyer wurde als Baurat für Land- und Wasserbau Baubeamter des Lauenburgischen Landeskommunalverbands, nachdem das Herzogtum Lauenburg nach der Niederlage Dänemarks im Deutsch-Dänischen Krieg 1864 von Preußen annektiert wurde.
Im Laufe seiner langen Amtszeit von 30 Jahren führte Lohmeyer eine große Zahl öffentlicher Bauten, vor allem Kirchen, des Herzogtums aus. Seine neugotischen Neubauten und Umgestaltungen prägen das Erscheinungsbild zahlreicher lauenburgischer Landkirchen.
In seinen letzten Lebensjahren beschäftigten ihn im Auftrag des Landschaftskollegiums die Vorarbeiten zur Korrektion des Stecknitzkanals zwischen Lübeck und Lauenburg. 1878 legte er dazu eine auch gedruckte Projektskizze vor. Er bevorzugte eine weiter östlich verlaufende Streckenführung unter Benutzung der Wakenitz und durch den Ratzeburger See sowie der Nutzung von Wasser aus dem Schaalsee. Trotz Unterstützung aus Lübeck scheiterte diese Streckenführung jedoch am Widerstand des Großherzogtums Mecklenburg-Schwerin. Preußen und Lübeck einigten sich Anfang der 1890er Jahre, den Elbe-Lübeck-Kanal weitgehend auf der alten Strecke des Stecknitzkanals zu bauen.
Lohmeyer war seit 1851 verheiratet mit Johanna Charlotte Elisabeth geb. Lorentzen († 1869), in zweiter Ehre heiratete er 1870 die ebenfalls verwitwete Adelaide Eleonore geb. Witte verwitwete Horning. Er starb im März 1883 an einem Schlaganfall.

## Werk

### Bauten
- 1852: Aufstockung und Umbau der Alten Wache in Ratzeburg, Am Markt 9[7]
- 1854–1855: Kapelle in Talkau (1958 abgerissen)[8]
- 1855: St.-Johannes-Kapelle in Schnakenbek (Zuschreibung)[9]
- 1857–1858: Kirche St. Marien in Basthorst
- 1858: Umbau der Kirche St. Elisabeth in Brunstorf
- 1859: Renovierung der Maria-Magdalenen-Kirche in Mustin
- 1864–1865: Kirche St. Marien in Siebenbäumen
- 1865: Umbau des Chors der Maria-Magdalenen-Kirche in Lauenburg/Elbe
- 1867: Kirchturm der Kirche St. Nikolai in Hohenhorn
- 1868: Kapelle St. Jacob in Basedow (Lauenburg)
- 1871: Umgestaltung der Kirche St. Andreas in Kuddewörde
- 1874: Umbau der Marienkirche in Sandesneben
- 1880: Umgestaltung der Martin-Luther-Kirche in Trittau

### Schriften
- Bericht des Baurat Lohmeyer in Ratzeburg über die projektierte Korrektion des Stecknitzkanals nebst einer gutachtlichen Erklärung des Ausschusses des Lübeck'schen Zweigvereins zur Hebung der Fluss- und Kanal-Schiffahrt. Mit einer Karte und einem Längenprofil des Elb-Travecanals von der Trave bei Lübeck bis zur Elbe bei Lauenburg. Rathgens, Lübeck 1878 / Domine, Lauenburg 1878.